# Печенія
Печені́я — село в Україні, у Львівському районі Львівської області. Населення становить 142 особи. Орган місцевого самоврядування — Глинянська міська рада.

## Історія
- Зустрічається варіант назви села як Печеніги[2]
- Село розташоване біля «гостинця» Львів — Заліщики.
- 1871 року село мало 541 мешканця.

#### Боротьба ОУН-УПА
Під час Других визвольних змагань у селі діяло Збройне Підпілля ОУН. Членом Глинянського районного проводу був мешканець села Олексій Крет (псевдо Зелений), котрий загинув у 1945 році.
МЕРТВІ СОРОМУ НЕ ЗНАЮТЬ (Звіт)
Ніччю з 29 на 30 березня 1947 р. чотирьох українських повстанців закватирували в с. Печенія. О год. 8-ій ранком большевики трьома перстенями обступили село. Повстанці, зорієнтувавшися в ситуації, рішили прорватися до недалекого лісу. Криючись між будинками, дійшли до большевицької застави. Та град ворожих куль змусив їх до відступу і вони подаються на другий кінець села. Там натрапили на ворожу стійку. Від ворожих куль повалився на землю тяжко ранений стр. М. Ще крикнув: “Пращайте друзі!” – і дострілився з пістолі. Повстанці посіяли по большевику і вбили його. Стр. З. кинувся вперід, просто на большевицьку заставу. Большевицький кулемет затявся, стр. З. пустив в той напрям одну серію з автомата і один большевик повалився на землю. Стрілець біг дальше до ліса. За ним знова посипався град куль, від яких він став ранений. Та до ліса добився, а потім останками сил дійшов до сусідного села. Тимчасом К. і Л. завернули назад в село. Тут зайшли до пивниці в мурованім будинку. Та їх завважило двох большевицьких старшин і кинулися за ними. Зайшли до пивниці та згинули від повстанських куль. Це були капітан і лейтенант військ МВД. Повстанці вискочили на стрих. Большевики, втративши обох командирів, кинулися гурмою здобувати хату. Та цільні стріли і гранати обох повстанців повідганяли їх від хати. Большевики по першому наступі дістали страх, відступили за сусідні хати і з-за вуглів почали стріляти. До сусідньої хати зайшли три большевики і почали звідтіля стріляти. Цільна серія з автомата стрільця К. повалила всіх трьох. Большевики з віддалі почали таку канонаду, як би йшов бій між двома сотнями. Та повстанці тепер мовчали та слідкували за рухами ворога. Большевики знова пішли в наступ. Та дві гранати і дві довгі серії з автоматів завернули большевиків, які повтікали та скрилися за хати. Почався третій наступ. Стрілець Л. крикнув: “За що ви боретеся?!” - “За Сталіна” – крикнули большевики. “І за голод і торбу!” – додав стр. К. “А ви за что воюєтє?!” – питали большевики. – “За Самостійну Україну!” – повстанська відповідь і останні серії посіялись по большевиках. Большевики знова втекли. За хвилину зі стриху понеслось бадьоре “Ще не вмерла Україна…” і все на мить втихло. Повстанці крикнули: “Пращай Україно! Пращайте друзі!” – гримнули два стріли з пістолі і затихло… “Бандьори пострілялись” – крикнули большевики і тепер відважно кинулись до хати. Попереду біг сєржант, який видно хотів медаля “за отвагу”. Та перечислився. Двічі стрілив стрілець Л. – і закінчив своє молодече життя. Стрілець К. ще ждав. Як тільки сєржант показався на драбині, що вела на стрих, гримнуло три стріли. Два дістав сєржант в голову, а третім дострілився стр. К., щоб не попасти живим в руки ворога. У висліді бою, що його звели оба повстанці, вбитих 24 сталінських бандитів, між ними капітан, лейтенант і двох сєржантів, та кільканадцять ранених, яких 6 важко ранених померло по дорозі до району. Бій цей звели оба повстанці з 4-ма сотнями большевиків. Тіла обох повстанців забрали большевики зі собою і тільки казали: “От герої – їх двох, а наших стільки впало. А що було б, коли б їх було двадцять? Тоді ми всі подохли б!”…https://litopysupa.com/wp-content/uploads/2019/02/NS_Tom_13_Voienna_okruha_UPA_Buh_1943-1952_kn2.pdf [Архівовано 6 грудня 2019 у Wayback Machine.]

## Населення

### Мова
Розподіл населення за рідною мовою за даними перепису 2001 року:
| Мова       | Кількість | Відсоток |
| ---------- | --------- | -------- |
| українська | 142       | 100%     |

## Відомі уродженці
- Кузьма Олексій Михайлович (1875–1941) — український журналіст, офіцер австро-угорської армії, сотник УГА, редактор органу УНДО «Свобода».